# Stellfuß
Stellfüße bzw. Stellteller sorgen für einen sicheren Stand von Konstruktionen wie z. B. von Möbeln oder Anlagen im Maschinenbau. Sie bestehen meist aus einer Gewindespindel aus Metall sowie einem tellerförmigen Fuß aus Kunststoff oder ebenfalls aus Metall. Mit Hilfe des Gewindes kann die Höhe des Stellfußes angepasst werden; dadurch kann die darüber befindliche Konstruktion nivelliert und an Höhendifferenzen des Untergrunds angepasst werden. Oft ist die Spindel mittels Kugelgelenk im Fußteller gelagert. So kann der Fußteller schräg gestellt werden und damit auch Unebenheiten (fehlende Parallelität) des Untergrunds ausgleichen. Solche Stellfüße werden auch Gelenkfuß genannt. Manchmal verfügt der Fußteller über Bohrungen, mit deren Hilfe der Stellfuß (z. B. mit Schrauben und Dübeln) am Boden befestigt werden kann. Stoßabsorbierende Stellfüße enthalten zur Vibrationsdämpfung ein elastisches Bauteil, beispielsweise aus Gummi.

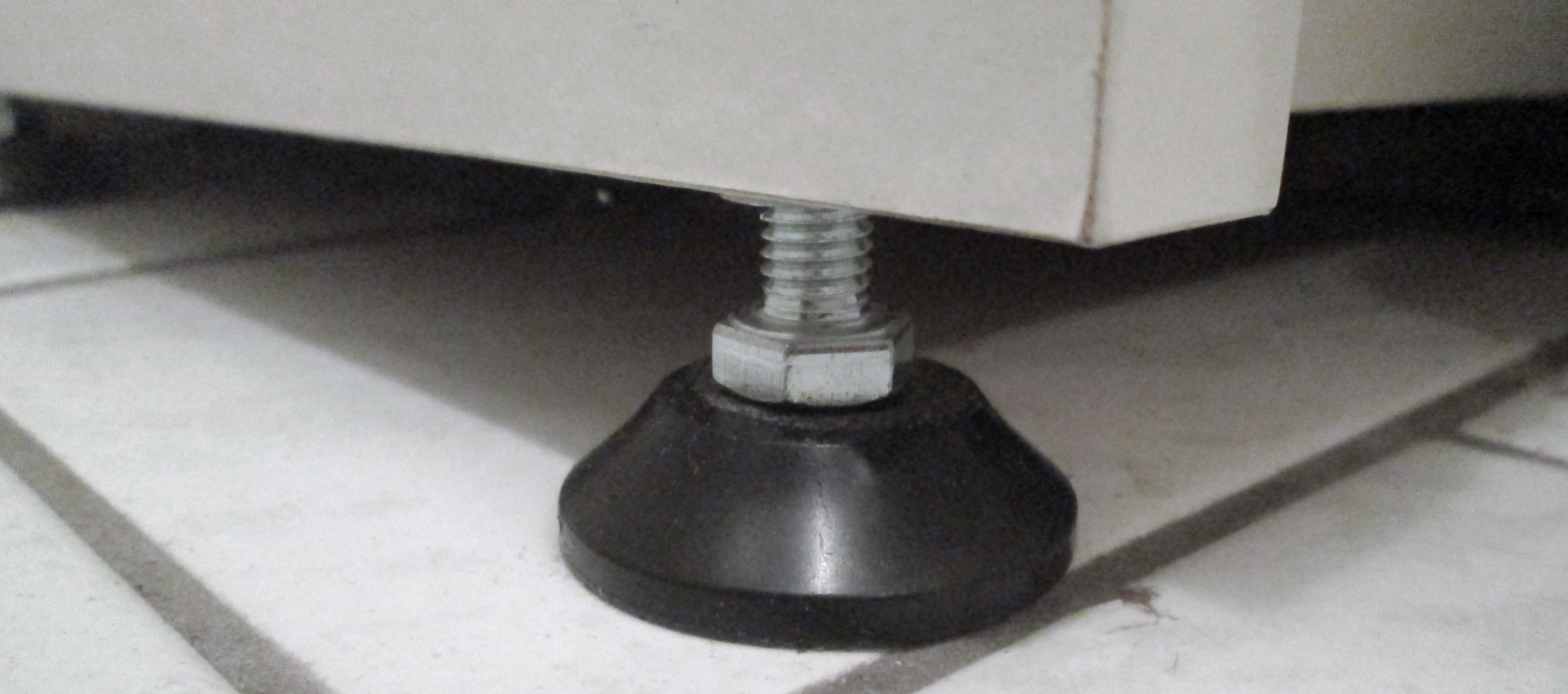
Stellteller eines Regals
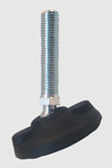
Gelenkstellfuß zur Verwendung im Maschinenbau
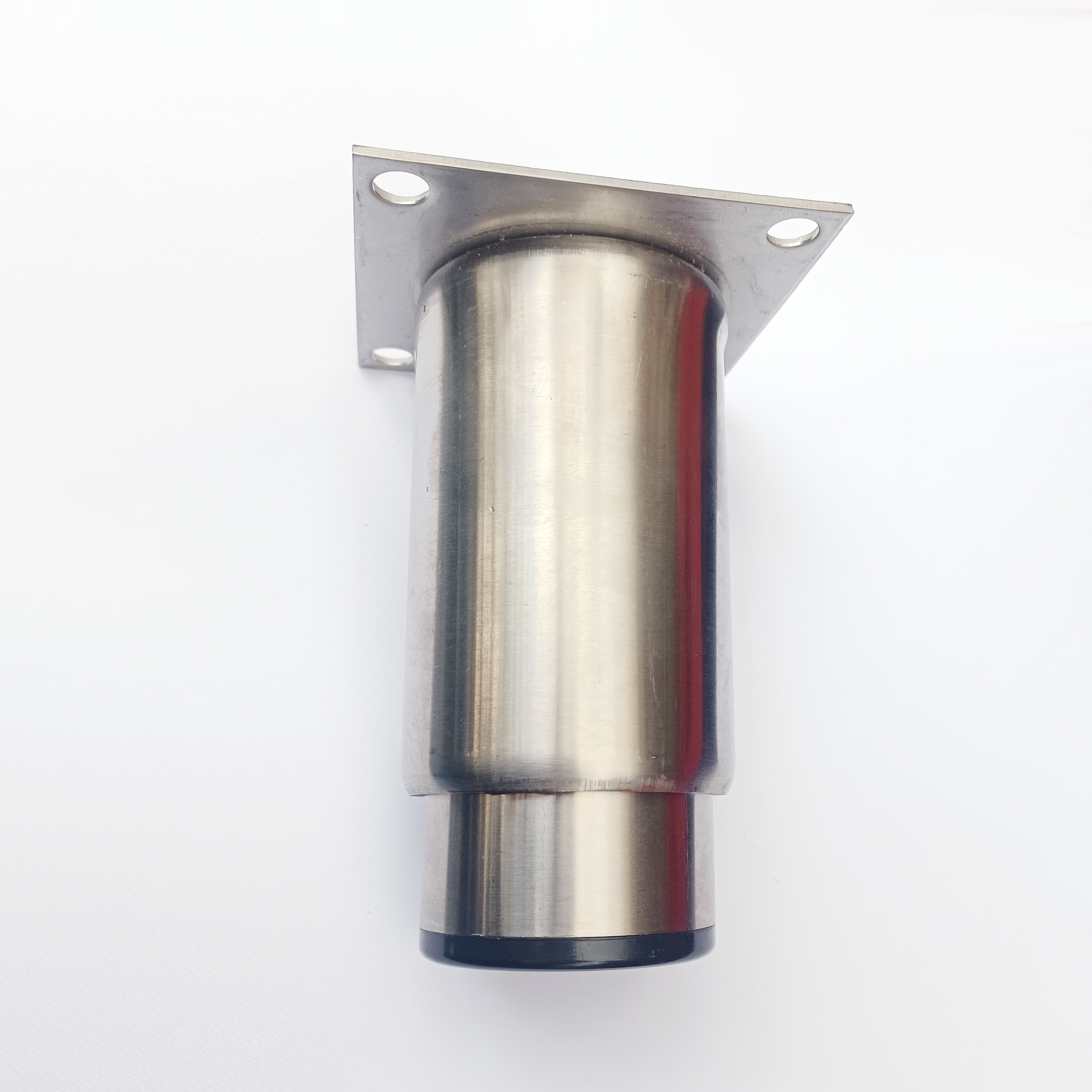
Stellfuß als Rohr, eingefahren
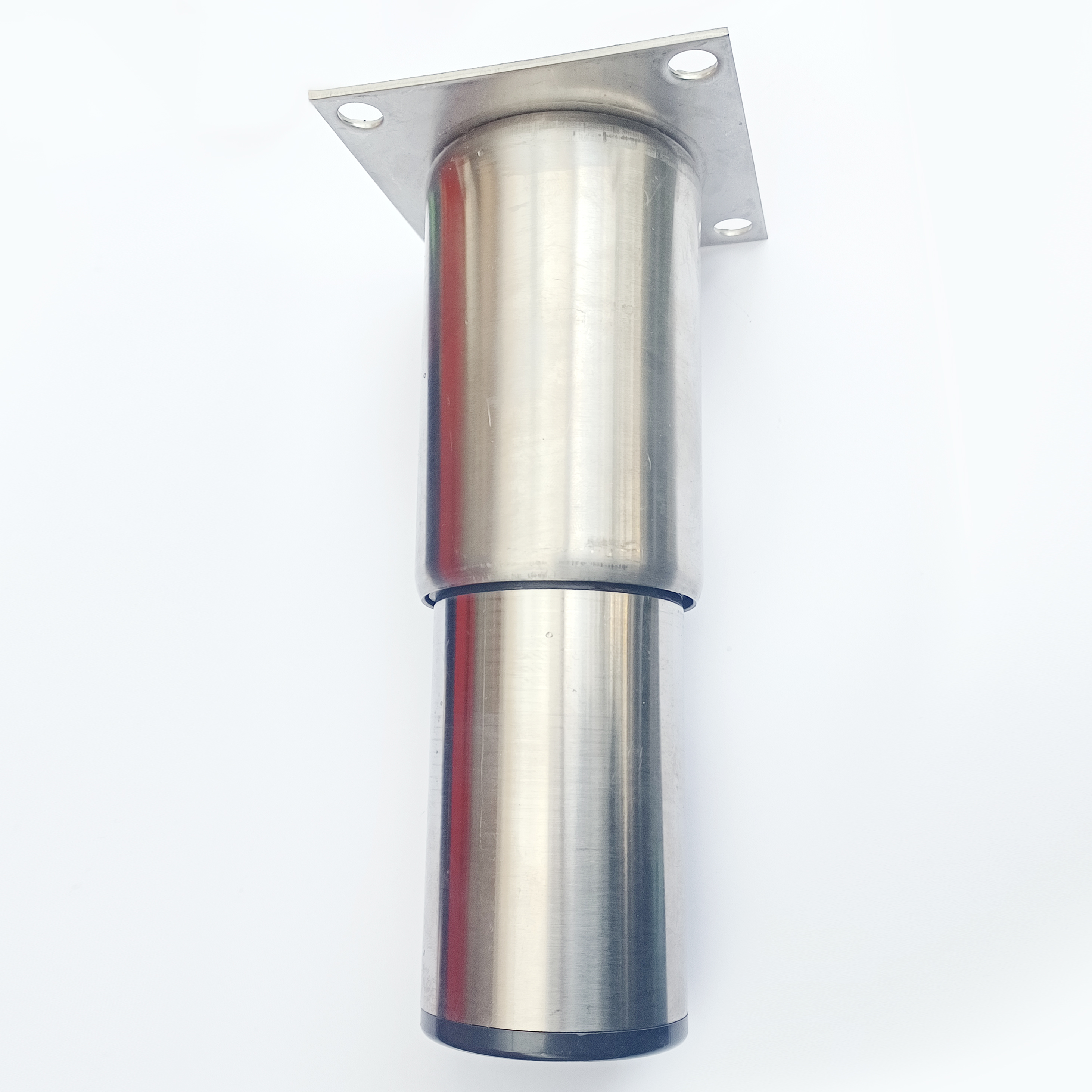
Stellfuß als Rohr, ausgefahren